# Пиво Грузии

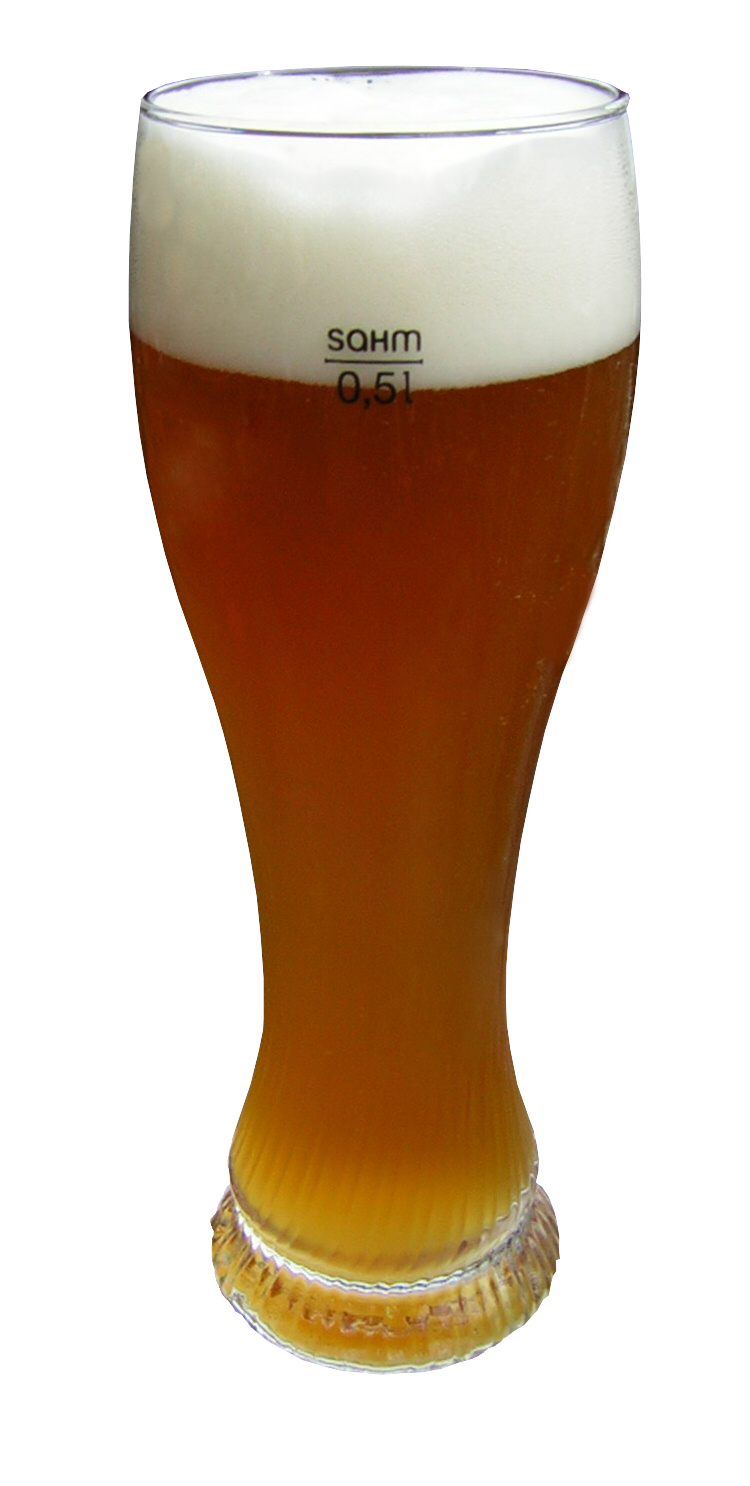
Пивной Бокал, наполненный напитком

Считается, что культура пивоварения была завезена в страну с Востока. Раньше напиток делали из пшеницы. Из 17 видов этой культуры — 12 культивировались в Грузии. Промышленное производство напитка в началось во времена СССР. К 2020 году в стране было четыре крупных предприятия: «Натахтари» , «Казбеги» ,«Кастел-Сакартвело» и «Зедазени».

## История пива в Грузии
В Грузии всегда большое внимание уделялось виноградарству. Ранее оно практиковалось только на равнинной местности, поэтому в горах занимались в основном пивоварением. Древние греки, пришедшие в Колхиду, обратили внимание на склонность древних грузин к земледелию. Аргонавты удивились фонтанами и стальными плугами, увиденным во дворце Аэта. По одной из версий эллины назвали грузин «георгианами», что в переводе означает «земледельцы». Они  возделывали переходные виды пшеницы - Маха и Зандури. Во время археологических работ в  Урбниси и Шулавери периода неолита были найдены постройки, в которых были особые ямы для хранения пшеницы. Были найдены также орудия для возделывания земли.
В высокогорной части страны главные праздники, среди которых и религиозные, связаны с этим напитком. Пиво готовится специально к празднику. В Тушети его называют «алуда». Именно  от этого слова происходит слово «луди», что дословно означает пиво. Напиток там варится и на Новый Год. Местные жители называют его Целцдоба.
В горной Хевсурети с 14 лет мальчикам уже разрешали пить пиво. В понимании местного населения это делало его настоящим мужчиной. После этого его называли «масмури», что значило, что он будет среди пьющих взрослых во время приготовления пива. Более младшим детям тоже давали напиток, но помечали лоб угольком после первого раза. чтобы не дать лишнего.
Распитие пива сопровождается традиционными национальными тостами. Католикос-Патриарх Всея Грузии Илия Второй благословил пиво как напиток, который можно пить за здравие человека. 

## Современная пивная промышленность
Промышленное производство напитка в Грузии началось в советское время. Тогда оно не отличалось качеством. Напиток импортировался в ограниченных масштабах из Чехии и восточной Германии и был дефицитным. Толчком к развитию индустрии послужила независимость страны. Кроме четырёх вышеуказанных пивоварен существует средние и небольшие производства, расположенные как в столице, так и регионах. На 2020 год всего в стране насчитывалось около двадцати «промышленных» пивоварен.
Начиная с 2010 года, в Грузии активно развивалось производство пива. Местные пивовары сумели почти полностью добиться импортозамещения. 2014 год стал болезненным для отрасли – акцизы на напиток выросли, и одновременно началась девальвация курса. Это существенно приостановило развитие этого сектора. 
В 2014 году было произведено около 88, 6 млн. литров напитка, в следующем этот показатель сильно снизился – до 79, 5 млн. Производство уменьшалось и в некоторые из следующих годов. В 2019, например,  было сварено 73, 4 млн. литров пива. Это был скачок по сравнению с предыдущим годом, когда производство упало до минимума и равнялось 69, 7 млн. Но грузинское пивоварение так и не вернулась к уровню 2014 года.
С января 2020 в течение шести месяцев из страны было экспортировано пива на сумму более 2,1 миллиона долларов. Это на 38% больше, если сравнивать этот показатель с первым полугодием предыдущего года. Импорт за аналогичный равнялся 2,6 миллионам долларов. Этот показатель оказался на 38,8% меньше, если сравнивать с январем-июнем девятнадцатого года. Импорт традиционно сильно превышает экспорт в стране. Преимуществом локального пива считается использование в его рецептуре не просто фильтрованной, а минеральной воды.
С 2018 года самое крупное производство в стране это  «Натахтари» (АО «Ломиси»). Оно входит  который входит в турецкую Anadolu Efes Group. «Натахтари» варит 15 сортов пива и 8 видов лимонада. В 1991 году был построен завод Ломиси в с. Ахалгори, расположенный вдоль реки Ксани. Завод «Натахтари» был построен в 2005.
Второй по объему на 2020 год являлась компания ОА «Грузинская пивная компания» или «Зедазени». Она была создана в 2011 году. Тогда же был возведён завод в рекреационной зоне неподалёку от Тбилиси около горы Зедазени.
В стране нет спроса на безалкогольное пиво, поэтому в Грузии его не производят. Самое популярное это стандартное 5-градусное пиво, чуть меньшим спросом пользуется затем – 4-градусное. Пивовары отмечают, что на сорта с низким содержанием алкоголя приходится 20% рынка в стране.
Как утверждает корпоративный директор «Ломиси» Николоза Хундзакишвили, главная проблема для местных пивоваров  это низкая покупательская способность. Также в потреблении напитка в регионе очень большую роль играет сезонность.